# 中原三法堂
株式会社中原三法堂（なかはらさんぽうどう）とは岡山県倉敷市羽島に本社を置く仏壇・仏具・墓石販売店である。

## 概要
- 創業は1889年（明治22年）1月。
- 1980年代中盤からイメージキャラクターとして女優の香山美子をCMに起用している。

## 店舗
岡山県
- 岡山市
  - 北区 - 青江店・岡山表町店
  - 中区 - 岡山浜店
  - 東区 - 平島店・西大寺店
- 倉敷市 - 笹沖店・本通店・倉敷店・玉島店・児島店・羽島店（本社）
- 総社市 - 総社店
- 笠岡市 - 笠岡店
- 玉野市 - 玉野店

広島県
- 福山市 - 福山蔵王店・福山川口店
- 尾道市 - 尾道店
- 三原市 - 三原店

## 提供番組
- 開運!なんでも鑑定団（テレビせとうち） - PT